# Steny Hoyer
Pour les articles homonymes, voir Hoyer.
Steny Hamilton Hoyer, né le 14 juin 1939 à New York, est un homme politique américain, membre du Parti démocrate, représentant du Maryland au Congrès des États-Unis depuis 1981 et chef de groupe à la Chambre des représentants de 2007 à 2011, et de 2019 à 2023. 
Il est par ailleurs whip de la minorité démocrate de 2003 à 2007 et de 2011 à 2019.

## Biographie

### Famille et études
D'ascendance danoise, Steny (variante de Steen) Hoyer est né à New York et a grandi à Mitchellville dans le Maryland. 
Diplômé en droit de l'université de Georgetown en 1966, il se marie avec une avocate spécialisée dans l'éducation infantile, Judy Pickett (décédée en 1997). Le couple a trois filles. Hoyer est aujourd'hui grand-père et arrière-grand-père.

### Carrière politique locale (1966-1981)
En 1966, âgé de 27 ans, Hoyer est élu au Sénat du Maryland où il représente le comté de Prince George.
En 1975, âgé de 35 ans, Hoyer est élu président du Sénat du Maryland. En 1978, Hoyer tente de se faire nommer comme candidat démocrate au poste de lieutenant-gouverneur mais est battu par Samuel Bogley. 
De 1978 à 1981, il est membre de la direction du département de l'Éducation supérieure du Maryland. 

### Carrière fédérale (depuis 1981)

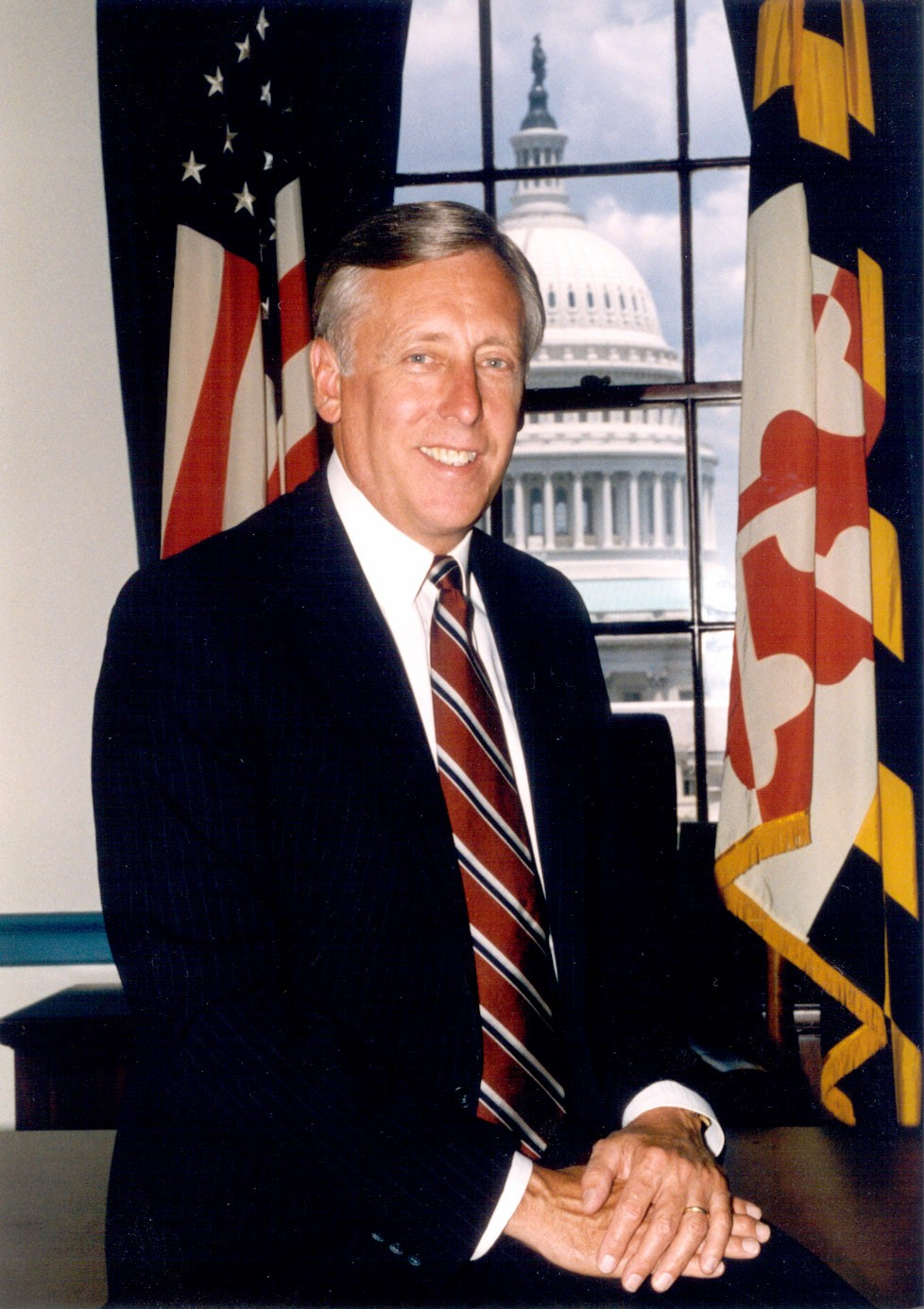
Portrait officiel pour le Congrès.

En 1981, le coma prolongé de Gladys Spellman (en), la représentante du Maryland au Congrès des États-Unis, conduit à laisser vacant son siège. Son mari se présenta pour reprendre le siège mais il est alors battu lors des élections primaires par Hoyer. Ce dernier finit par l'emporter contre un candidat républicain lors de l'élection de novembre. Il est ensuite réélu continuellement tous les deux ans. Son expérience l'amène à prendre de plus en plus de responsabilités au sein du groupe démocrate de la chambre notamment comme vice-président du groupe majoritaire entre 1987 et 1989. 
Le 14 novembre 2002, il est unanimement élu par ses collègues comme vice-président de la minorité démocrate aux côtés de son président, Tom Daschle.
Lors de ses années au Congrès, Steny Hoyer a gagné la réputation d'un homme politique modéré, défenseur des fonctionnaires fédéraux et des droits civiques.

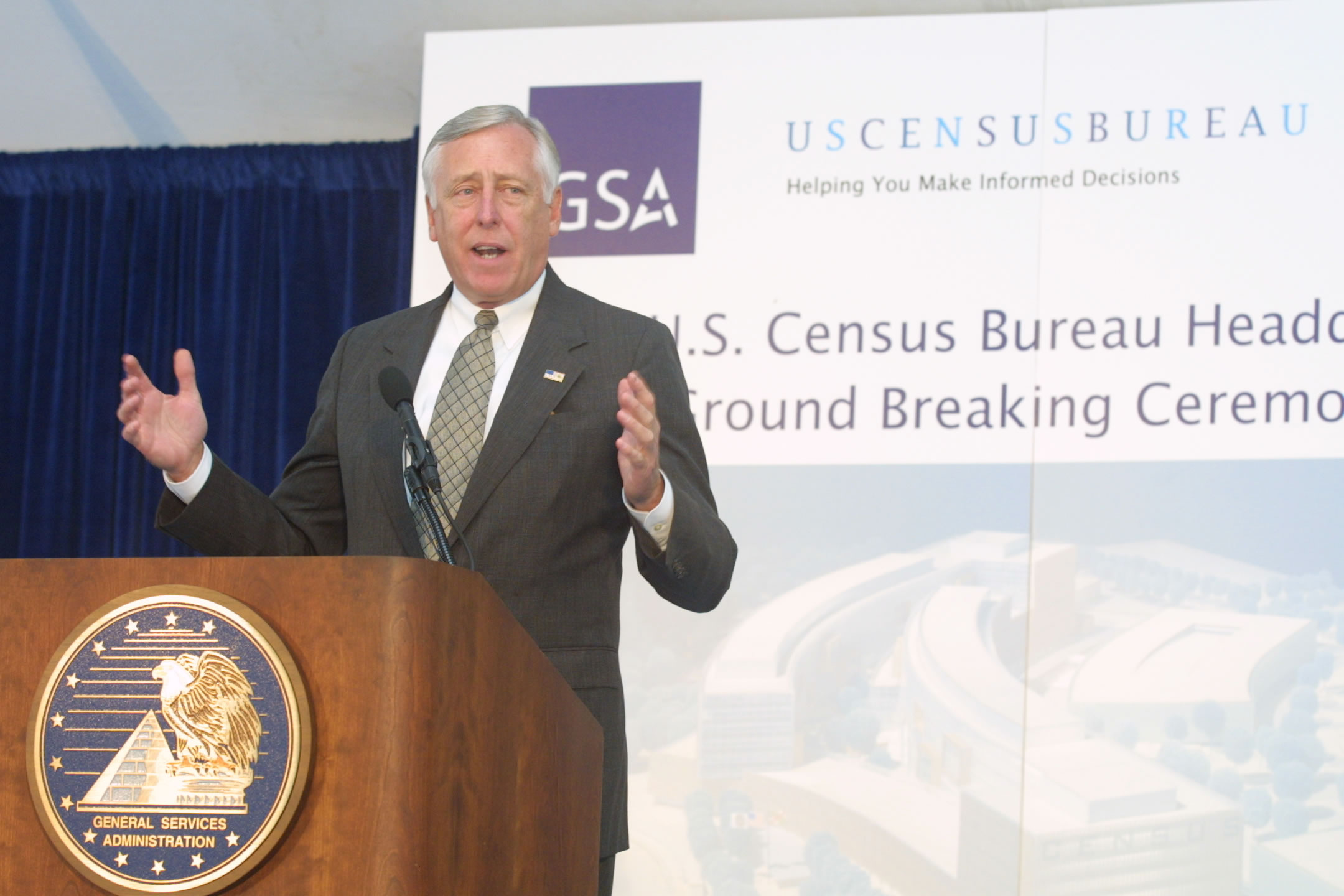
Steny Hoyer faisant un discours en 2006.

Il est connu pour être un des principaux promoteurs de la loi Help America Vote Act, signée par George W. Bush le 29 octobre 2002, et pour la loi sur le handicap en 1990.
En 2006, lors des élections de mi-mandat du président Bush, la Chambre des représentants bascule en faveur des démocrates, mettant fin à 12 années de domination républicaine. Hoyer est réélu dans son district avec 82 % des voix sans opposant républicain.
Nancy Pelosi est choisie par ses pairs pour présider la nouvelle chambre basse à partir de janvier 2007. Contre toute attente, les représentants démocrates élisent alors Hoyer pour diriger leurs groupes contre John Murtha (en), le candidat plus à gauche, choisi par Pelosi.
Après les élections de 2022 à l'issue desquelles il remporte un vingt-deuxième mandat, il annonce ne plus briguer de position de leadership au sein du groupe démocrate, tout en continuant de siéger à la Chambre.
En janvier 2024, il annonce qu'il sera candidat à sa réélection lors du scrutin de novembre, mettant fin à des spéculations sur une potentielle fin de carrière après son retrait du leadership. Il est réélu le 5 novembre.

## Historique électoral

### Chambre des représentants
| Année | Steny Hoyer | Rép    | Ind   | Vert   | CP    | Lib   |
| ----- | ----------- | ------ | ----- | ------ | ----- | ----- |
| Année |             |        |       |        |       |       |
| 1981  | 55,8 %      | 44,2 % | —     | —      | —     | —     |
| 1982  | 79,6 %      | 20,4 % | —     | —      | —     | —     |
| 1984  | 72,2 %      | 27,8 % | —     | —      | —     | —     |
| 1986  | 81,9 %      | 18,1 % | —     | —      | —     | —     |
| 1988  | 78,6 %      | 21,4 % | —     | —      | —     | —     |
| 1990  | 80,7 %      | 19,3 % | —     | —      | —     | —     |
| 1992  | 53,0 %      | 43,9 % | 3,1 % | —      | —     | —     |
| 1994  | 58,8 %      | 41,2 % | —     | —      | —     | —     |
| 1996  | 56,9 %      | 43,1 % | —     | —      | —     | —     |
| 1998  | 65,4 %      | 34,6 % | —     | —      | —     | —     |
| 2000  | 65,1 %      | 34,9 % | —     | —      | —     | —     |
| 2002  | 69,4 %      | 30,6 % | —     | —      | —     | —     |
| 2004  | 68,7 %      | 29,2 % | —     | 1,4 %  | 0,6 % | —     |
| 2006  | 82,7 %      | —      | —     | 16,5 % | 0,3 % | —     |
| 2008  | 73,6 %      | 24,0 % | —     | —      | —     | 2,3 % |
| 2010  | 64,3 %      | 34,6 % | —     | —      | —     | 1,1 % |
| 2012  | 69,4 %      | 27,7 % | —     | 1,5 %  | —     | 1,3 % |
| 2014  | 64,0 %      | 35,7 % | —     | —      | —     | —     |
| 2016  | 68,2 %      | 28,9 % | —     | —      | —     | 3,0 % |
| 2018  | 70,4 %      | 27,1 % | —     | 1,3 %  | —     | 1,2 % |
| 2020  | 68,8 %      | 31,0 % | —     | —      | —     | —     |
| 2022  | 65,9 %      | 33,9 % | —     | —      | —     | —     |
| 2024  | 67,7 %      | 32,0 % | —     | —      | —     | —     |